# Pedicularis kolymensis
Pedicularis kolymensis är en snyltrotsväxtart som beskrevs av A.P. Khokhryakov. Pedicularis kolymensis ingår i släktet spiror, och familjen snyltrotsväxter. Inga underarter finns listade i Catalogue of Life.